# Лукас (тауншип, Миннесота)
Лукас (англ. Lucas) — тауншип в округе Лайон, Миннесота, США. На 2000 год его население составило 260 человек.

## География
По данным Бюро переписи населения США площадь тауншипа составляет 92,3 км², из которых 87,5 км² занимает суша, а 4,8 км² — вода (5,19 %).

## Демография
По данным переписи населения 2000 года здесь находились 260 человек, 85 домохозяйств и 70 семей.  Плотность населения —  3,0 чел./км².  На территории тауншипа расположено 89 построек со средней плотностью 1,0 построек на один квадратный километр. Расовый состав населения: 95,00 % белых, 1,54 % азиатов, 2,69 % — других рас США и 0,77 % приходится на две или более других рас.
Из 85 домохозяйств в 45,9 % воспитывались дети до 18 лет, в 81,2 % проживали супружеские пары и в 16,5 % домохозяйств проживали несемейные люди. 15,3 % домохозяйств состояли из одного человека, при том 3,5 % из — одиноких пожилых людей старше 65 лет. Средний размер домохозяйства — 3,06, а семьи — 3,42 человека.
35,4 % населения — младше 18 лет, 3,8 % — в возрасте от 18 до 24 лет, 29,2 % — от 25 до 44, 25,0 % — от 45 до 64, и 6,5 % — старше 65 лет. Средний возраст — 33 года. На каждые 100 женщин приходилось 113,1 мужчин.  На каждые 100 женщин старше 18 приходилось 118,2 мужчин.
Средний годовой доход домохозяйства составлял 55 313 долларов, а средний годовой доход семьи —  62 917 долларов. Средний доход мужчин —  30 000  долларов, в то время как у женщин — 22 045. Доход на душу населения составил 24 564 доллара. За чертой бедности находились _ семей и _ всего населения тауншипа, из которых _ — люди моложе 18 и старше 65 лет.